# 小行星5395
小行星5395（英語：5395 Shosasaki）是一颗围绕太阳公转的小行星。1988年9月14日，舒爾特·巴斯在托洛洛山发现了此天体。
这颗小行星的绝对星等为221.27334等。